# Medalla Bruce
La Medalla Bruce, el nom oficial de la qual en anglès és Catherine Wolfe Bruce Gold Medal, és un premi atorgat anualment per la Societat Astronòmica del Pacífic per contribucions excel·lents a l'astronomia.

## Premiats
- 1898, Simon Newcomb
- 1899, Arthur Auwers
- 1900, David Gill
- 1902, Giovanni Schiaparelli
- 1904, William Huggins
- 1906, Hermann Carl Vogel
- 1908, Edward Charles Pickering
- 1909, George William Hill
- 1911, Henri Poincaré
- 1913, Jacobus Kapteyn
- 1914, Oskar Backlund
- 1915, William Wallace Campbell
- 1916, George Ellery Hale
- 1917, Edward Emerson Barnard
- 1920, Ernest W. Brown
- 1921, Henri-Alexandre Deslandres
- 1922, Frank Watson Dyson
- 1923, Benjamin Baillaud
- 1924, Arthur Eddington
- 1925, Henry Norris Russell
- 1926, Robert Grant Aitken
- 1927, Herbert Hall Turner
- 1928, Walter Sydney Adams
- 1929, Frank Schlesinger
- 1930, Max Wolf
- 1931, Willem de Sitter
- 1932, John S. Plaskett
- 1933, Carl Charlier
- 1934, Alfred Fowler
- 1935, Vesto Slipher
- 1936, Armin Leuschner
- 1937, Ejnar Hertzsprung
- 1938, Edwin Hubble
- 1939, Harlow Shapley
- 1940, Frederick H. Seares
- 1941, Joel Stebbins
- 1942, Jan Hendrik Oort
- 1945, E. Arthur Milne
- 1946, Paul Merrill
- 1947, Bernard Lyot
- 1948, Otto Struve
- 1949, Harold Spencer Jones
- 1950, Alfred H. Joy
- 1951, Marcel Minnaert
- 1952, Subrahmanyan Chandrasekhar
- 1953, Harold D. Babcock
- 1954, Bertil Lindblad
- 1955, Walter Baade
- 1956, Albrecht Unsöld
- 1957, Ira S. Bowen
- 1958, William Wilson Morgan
- 1959, Bengt Strömgren
- 1960, Víktor Ambartsumián
- 1961, Rudolph Minkowski
- 1962, Grote Reber
- 1963, Seth Barnes Nicholson
- 1964, Otto Heckmann
- 1965, Martin Schwarzschild
- 1966, Dirk Brouwer
- 1967, Ludwig Biermann
- 1968, Willem Jacob Luyten
- 1969, Horace W. Babcock
- 1970, Fred Hoyle
- 1971, Jesse Greenstein
- 1972, Iósif Shklovsky
- 1973, Lyman Spitzer
- 1974, Martin Ryle
- 1975, Allan R. Sandage
- 1976, Ernst Öpik
- 1977, Bart Bok
- 1978, Hendrik C. van de Hulst
- 1979, William Alfred Fowler
- 1980, George Herbig
- 1981, Riccardo Giacconi
- 1982, Margaret Burbidge
- 1983, Iàkov Zeldóvitx
- 1984, Olin C. Wilson
- 1985, Thomas Cowling
- 1986, Fred L. Whipple
- 1987, Edwin Salpeter
- 1988, John G. Bolton
- 1989, Adriaan Blaauw
- 1990, Charlotte E. Moore Sitterly
- 1991, Donald Osterbrock
- 1992, Maarten Schmidt
- 1993, Martin Rees
- 1994, Wallace Sargent
- 1995, Philip James Edwin Peebles
- 1996, Albert E. Whitford
- 1997, Eugene Parker
- 1998, Donald Lynden-Bell
- 1999, Geoffrey Burbidge
- 2000, Rashid Sunyaev
- 2001, Hans Bethe
- 2002, Bohdan Paczynski
- 2003, Vera Rubin
- 2004, Chushiro Hayashi
- 2005, Robert Kraft
- 2006, Frank J. Low
- 2007, Martin Harwit
- 2008, Sidney van den Bergh
- 2009, Frank Shu
- 2010, Gerry Neugebauer
- 2011, Jeremiah Ostriker
- 2012, Sandra Moore Faber
- 2013, James E. Gunn
- 2014, Kenneth Kellermann